# 陕西省人民代表大会
陕西省人民代表大会（简称陕西省人大）是中华人民共和国陕西省地方国家权力机关，也是陕西省最高立法机关。在陕西省人民代表大会闭会期间，常设机关常务委员会代为行使其大部分职权。

## 历史沿革
1950年8月13日至23日，陕西省第一届各界人民代表会议在西安群众礼堂召开。此次会议代行陕西省人民代表大会职权，听取并审核省人民政府半年工作报告，讨论并通过本年度财政收支概算等其他工作报告，选举省人民政府主席、副主席及委员组成省人民政府委员会，选举省协商委员会主席、副主席及委员组成省协商委员会。
1954年初，陕西省各基层选区完成普选工作。1954年8月5日至12日，陕西省第一届人民代表大会第一次会议在西安市召开，标志着陕西省地方国家权力机关的正式成立。当时，人民代表大会未设置常设机关，在休会期间，由人民委员会行使这些职权。
1966年至1977年的文化大革命时期，陕西省人民代表大会停止运作，其职权被陕西省革命委员会取代。1977年底，陕西省第五届人民代表大会第一次会议召开，正式恢复人民代表大会活动。1979年12月23日至29日，陕西省第五届人民代表大会第二次会议召开，选举产生常务委员会，作为闭会时的常设机关。

## 主要职权
- 地方立法权
- 监督权
- 选举任免权
- 重大事项决定权

## 组织机构
陕西省人民代表大会的组织系统由主席团、各专门委员会和常务委员会组成。主席团执行主席主持省人大会议和主席团会议。

### 主席团
陕西省人大会议举行前，召开预备会议，选举主席若干人组成主席团，主持会议工作。主席团成员互推若干人为常务主席，主持会议日常事务。省人民代表大会设秘书长一人，副秘书长若干人。秘书长由主席团提名，大会通过。副秘书长由主席团决定。秘书长领导秘书处工作，负责会议事务。
主席团可以召开大会全体会议进行大会发言，就议案和有关报告发表意见。

### 专门委员会
专门委员会受陕西省人民代表大会领导；在大会闭会期间，受陕西省人民代表大会常务委员会领导。各专门委员会在省人民代表大会和省人大常委会领导下，研究、审议和拟定有关议案；对属于省人民代表大会和省人大常委会职权范围内同本委员会有关的问题，进行调查研究，提出建议。
陕西省第十三届人民代表大会设有以下专门委员会：
| 陕西省第十三届人民代表大会专门委员会 | 陕西省第十三届人民代表大会专门委员会 |
| 专门委员会名称                       | 主任委员                             |
| ------------------------------------ | ------------------------------------ |
| 法制委员会                           | 何少林                               |
| 监察和司法委员会                     | 陈俊                                 |
| 财政经济委员会                       | 李健                                 |
| 教育科学文化卫生委员会               | 孙琳                                 |
| 社会建设委员会                       | 王建领                               |

### 常务委员会
陕西省人民代表大会常务委员会是陕西省人民代表大会的常设机关，对陕西省人民代表大会负责并报告工作，每两个月至少召开一次会议。

### 代表团
陕西省人民代表大会代表按照选举单位组成代表团。各代表团分别推选代表团团长、副团长。团长召集并主持代表团全体会议，副团长协助团长工作。代表团可以分设若干代表小组。代表小组会议推选小组召集人。
陕西省下辖各地级市都设立有代表团，另有解放军驻陕部队代表团。
陕西省第十三届人民代表大会共有11个代表团，共计568人（2018年1月）：
- 西安市代表团（136人）
- 宝鸡市代表团（54人）
- 咸阳市代表团（65人）
- 铜川市代表团（22人）
- 渭南市代表团（67人）
- 延安市代表团（32人）
- 榆林市代表团（42人）
- 汉中市代表团（53人）
- 安康市代表团（40人）
- 商洛市代表团（29人）
- 解放军代表团（28人）

## 会议
陕西省人民代表大会的运作主要依照《中华人民共和国宪法》、《中华人民共和国地方各级人民代表大会和地方各级人民政府组织法》、《中华人民共和国全国人民代表大会和地方各级人民代表大会选举法》等法律规定。同时，陕西省人民代表大会结合实践经验，在上述法律基础上制定有《陕西省人民代表大会议事规则》（1991年3月15日陕西省第七届人民代表大会第四次会议通过；1997年1月30日陕西省第八届人民代表大会第五次会议修正）。
陕西省人民代表大会会议每年至少举行一次。经过五分之一以上代表提议，可以临时召集本级人民代表大会会议。省人民代表大会会议必须在有三分之二以上的代表出席时，方能举行。
会议议程主要包括：听取和审查陕西省人民政府、陕西省人大常委会、陕西省高级人民法院、陕西省人民检察院工作报告；审查和批准陕西省年度发展计划；审查和批准陕西省去年预算执行情况和今年度预算草案；审议各项决议草案；选举等。
会议日程主要包括：代表团全体会议、大会预备会议、若干次全体会议、小组会议、闭幕会（宪法宣誓仪式）等。
预备会议的主要任务为选举主席团，决定秘书长等成员名单及议程。时间一般为半天。